# Herb gminy Dragacz
Herb gminy Dragacz – jeden z symboli gminy Dragacz, ustanowiony 26 stycznia 2011.

## Wygląd i symbolika
Herb przedstawia na tarczy w polu błękitnym z zieloną podstawą złoty dom typu holenderskiego, a po jego obu stronach dwa drzewa wierzbowe. Jest to nawiązanie do historycznego osadnictwa holenderskiego na terenach należących dzisiaj do gminy.  